# Fenais da Ajuda
Fenais da Ajuda é uma freguesia portuguesa do município da Ribeira Grande,  com 14,33 km² de área e 890 habitantes (censo de 2021). A sua densidade populacional é 62,1 hab./km².
Com lugares desta freguesia foi criada , pelo Decreto Regional n.º 24/A/80, de 15/09/1980, a freguesia de Lomba de São Pedro.

## Demografia
A população registada nos censos foi:
| Distribuição da População por Grupos Etários | Distribuição da População por Grupos Etários | Distribuição da População por Grupos Etários | Distribuição da População por Grupos Etários | Distribuição da População por Grupos Etários |
| -------------------------------------------- | -------------------------------------------- | -------------------------------------------- | -------------------------------------------- | -------------------------------------------- |
| Ano                                          | 0-14 Anos                                    | 15-24 Anos                                   | 25-64 Anos                                   | > 65 Anos                                    |
| 2001                                         | 360                                          | 255                                          | 499                                          | 155                                          |
| 2011                                         | 267                                          | 195                                          | 537                                          | 132                                          |
| 2021                                         | 156                                          | 136                                          | 476                                          | 122                                          |

## Património
- Igreja de Nossa Senhora da Aflição (na Ribeira Funda)
- Igreja Paroquial dos Reis Magos
- Antiga Igreja Conventual de Nossa Senhora da Ajuda

## Cultura
- Festa da Padroeira Nossa Senhora da Ajuda (15 de Agosto) cuja imagem se encontra na Igreja de Nossa Senhora da Ajuda.
- Música (Filarmónica Estrela do Norte)

## Desporto
- Clube Desportivo Vera Cruz

## Economia
- Agricultura

## Junta de Freguesia
- Presidente da Freguesia: Rodrigo Sousa Pacheco
- Secretária: Patrícia Isabel Cascão de Oliveira Camboia
- Tesoureiro: Patrício Amaral de Sousa
- Presidente da Assembleia de Freguesia: Maria do Patrocínio Sousa de Medeiros Correia